# Società delle Nazioni
La Società delle Nazioni (in francese Société des Nations; in inglese League of Nations) in sigla SDN, anche conosciuta come Lega delle Nazioni, è stata la prima organizzazione intergovernativa avente come scopo quello di accrescere il benessere e la qualità della vita degli esseri umani. Il suo principale impegno era quello di prevenire le guerre, sia attraverso la gestione diplomatica dei conflitti sia attraverso il controllo degli armamenti.
Fu fondata nell'ambito della conferenza di pace di Parigi del 1919, formalmente il 28 giugno 1919 con la firma del trattato di Versailles del 1919 – e fu estinta il 19 aprile 1946 in seguito al fallimento rappresentato dalla seconda guerra mondiale e alla nascita, nel 1945, di un'organizzazione con identico scopo, l’Organizzazione delle Nazioni Unite. Il fallimento rappresentato dalla seconda guerra mondiale fu così grande che si pensò infatti a una nuova organizzazione, anche perché gli Stati Uniti d'America non ne facevano parte, nonostante fosse stato proprio un suo presidente, Woodrow Wilson, il maggior promotore della Società delle Nazioni (per questo impegno Woodrow Wilson fu insignito del premio Nobel per la pace nel 1919).
Le conquiste diplomatiche che si raggiunsero con tale organizzazione (nonostante questa mancasse di proprie forze armate e perciò spettasse alle grandi potenze economico-militari il compito di imporre le risoluzioni politiche e le sanzioni economiche da essa deliberate fornendo, quando necessario, un esercito) rappresentarono comunque un deciso passo avanti rispetto al secolo precedente.

## Storia

### Precedenti
Un primo riferimento filosofico a una concezione pacifistica delle comunità sovranazionali si può trovare nella celebre opera politica di Immanuel Kant del 1795 Per la pace perpetua in cui il filosofo tedesco propose un proprio progetto di ordinamento giuridico a tutela della pace mondiale.
A partire dalla convenzione di Ginevra del 1864 si sviluppò un movimento diplomatico internazionale a carattere pacifista, che raggiunse la sua massima espressione nella Convenzione dell'Aia del 1907, un trattato internazionale nato nell'ambito della conferenza di pace dell'Aia del 1907, la seconda dopo quella del 1899. La Confederazione degli Stati dell'Aia, come il giurista e pacifista neokantiano Walther Schücking chiamò gli Stati aderenti alla convenzione dell'Aia del 1907, costituì un'alleanza globale che ambiva al disarmo parziale e alla guida diplomatica delle contese fra le nazioni.

### La nascita
In seguito al fallimento della convenzione dell'Aia del 1907 rappresentato dallo scoppio della prima guerra mondiale, l'idea della Società delle Nazioni sembra essere nata dal politico inglese Edward Grey, che all'epoca ricopriva nell'Impero britannico la carica di Segretario di Stato per gli affari esteri e del Commonwealth. L'idea fu in seguito adottata dal presidente degli Stati Uniti d'America Thomas Woodrow Wilson e dal suo consigliere, il colonnello Edward M. House, i quali videro in essa lo strumento per evitare eventi sanguinari come la prima guerra mondiale, all'epoca ancora in corso. L'idea fu infatti inserita da Woodrow Wilson nei "Quattordici punti", il discorso che Woodrow Wilson tenne l'8 gennaio 1918 davanti alle due camere del Congresso degli Stati Uniti riunite in seduta comune. Nello storico discorso il presidente statunitense espose la sua strategia per porre termine alla prima guerra mondiale e gettare le basi per una pace mondiale stabile e duratura. Tale strategia ispirò la sua azione nella conferenza di pace di Parigi del 1919-1920, la riunione in cui al termine della prima guerra mondiale gli Stati che vi avevano partecipato fissarono i termini della pace.
La proposta di Wilson di creare un'organizzazione sovranazionale a salvaguardia della pace mondiale fu accettata dalla conferenza di pace di Parigi il 25 gennaio 1919. Il compito di redigere lo statuto dell'organizzazione, la convenzione della Società delle Nazioni, fu affidato a una speciale commissione. Come presidente della commissione fu scelto lo stesso Wilson, assecondando il suo volere. Oltre al presidente statunitense, la commissione annoverava tra i suoi membri Edward M. House (Stati Uniti d'America), Robert Cecil e Cecil Hurst (Regno Unito), Léon Bourgeois e Ferdinand Larnaude (Francia), Vittorio Emanuele Orlando e Vittorio Scialoja (Italia), Makino Nobuaki e Chinda Sutemi (Giappone), Paul Hymans (Belgio), Wellington Koo (Cina), Jayme Batalha Reis (Portogallo), Milenko Radomar Vesnić (Serbia).
Una forma definitiva dello statuto della Società delle Nazioni fu approvata il 28 aprile 1919 e inserita nella prima parte del trattato di Versailles (articoli 1-26). Il trattato fu firmato nella Galleria degli Specchi del Palazzo di Versailles il 28 giugno 1919 da 44 Stati (31 dei quali avevano preso parte alla prima guerra mondiale al fianco della Triplice Intesa).
Nonostante fossero stati proprio gli sforzi del presidente statunitense Wilson a far nascere la Società delle Nazioni, gli Stati Uniti d'America non vi aderirono mai, a causa dell'opposizione che fece il Partito Repubblicano (ma anche un paio di senatori del Partito democratico) al Senato (di particolare influenza fu l'azione dei politici Henry Cabot Lodge, del Massachusetts, e William E. Borah, dell'Idaho, più un gruppo di senatori detti "gli irreconciliabili"), impedendo la ratifica del trattato di Versailles.

### Inizio dei lavori

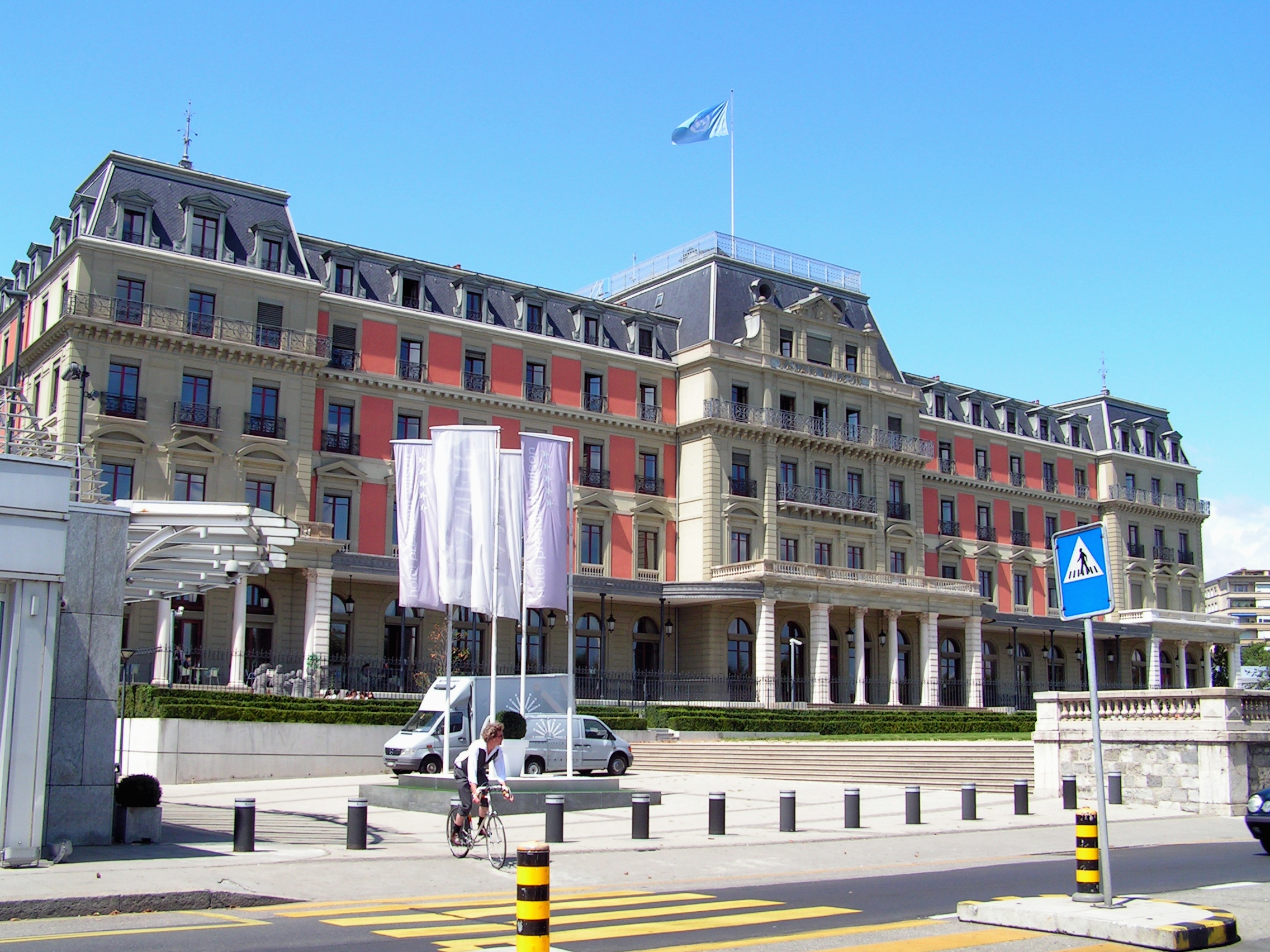
Il Palazzo Wilson, Ginevra

I lavori della Società delle Nazioni ebbero ufficialmente inizio il 10 gennaio 1920 a Londra, città scelta inizialmente come sede della neonata organizzazione internazionale. In tale data entrò in vigore il trattato di Versailles con il riconoscimento ufficiale dell'avvenuta ratifica da parte degli Stati che lo avevano firmato il 28 giugno 1919 (anche se, come detto, gli Stati Uniti non lo ratificarono). Tale riconoscimento ufficiale è considerato l'atto che pose ufficialmente termine alla prima guerra mondiale.
Il 16 gennaio 1920, pochi giorni dopo, a Parigi si riunì per la prima volta il Consiglio della Società delle Nazioni, uno dei tre principali organi in cui fu strutturata la Società delle Nazioni.
Il 1º novembre 1920 la sede della Società delle Nazioni fu spostata da Londra a Ginevra, nel Palazzo Wilson, dove il 15 novembre dello stesso anno fu tenuta la prima assemblea generale con le rappresentanze di 41 nazioni. A seguito del Concorso per il Palazzo delle Nazioni bandito nel 1927, tra il 1931 e il 1937 fu realizzata a Ginevra una nuova e sontuosa sede, il Palazzo delle Nazioni (oggi sede di uno dei principali uffici delle Nazioni Unite), utilizzata già a partire dal 1936 a lavori non completamente ultimati.

### Successi diplomatici
Generalmente si considera come fallimentare il progetto della Società delle Nazioni di realizzare l'effettivo disarmo, di prevenire le guerre, di orientare i conflitti mediante la diplomazia e di migliorare lo stato sociale delle nazioni del mondo. Furono però raggiunti anche diversi successi diplomatici in vari territori.

#### Isole Åland

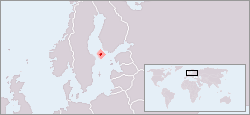
Localizzazione delle isole Åland

Le Åland sono un arcipelago di circa 6.500 isole a metà strada tra la Svezia e la Finlandia, all'ingresso del golfo di Botnia. La maggioranza assoluta della popolazione parla come lingua madre lo svedese, ma nel 1809 la Svezia fu costretta a cedere sia le isole sia la Finlandia all'Impero russo. Quando però la Finlandia nel dicembre del 1917, a seguito delle sommosse scoppiate in Russia durante la rivoluzione d'ottobre, dichiarò la propria indipendenza, gli abitanti delle Åland manifestarono la volontà di tornare a essere parte della nazione svedese; la Finlandia però non riconobbe le loro ambizioni, ritenendo che le isole spettassero alla nazione finlandese perché già parte del Granducato di Finlandia, formato nel 1809 e là incluse dall'Impero russo. Il governo svedese espose il problema alla Società delle Nazioni nel 1921 e, dopo attente considerazioni, la Società stabilì che le isole sarebbero rimaste alla Finlandia, ma avrebbero avuto un governo locale autonomo, per scongiurare una possibile guerra tra le due nazioni.

#### Albania
Il confine tra Albania e Jugoslavia rimase conteso già dal 1919, a seguito della conferenza di pace di Parigi, e la Jugoslavia occupò militarmente alcuni territori albanesi. Dopo degli scontri con le locali comunità shqiptare, l'esercito jugoslavo continuò l'avanzata. La Società delle Nazioni inviò così una commissione speciale che risolse il conflitto in favore dell'Albania e ristabilì i confini originari.

#### Alta Slesia

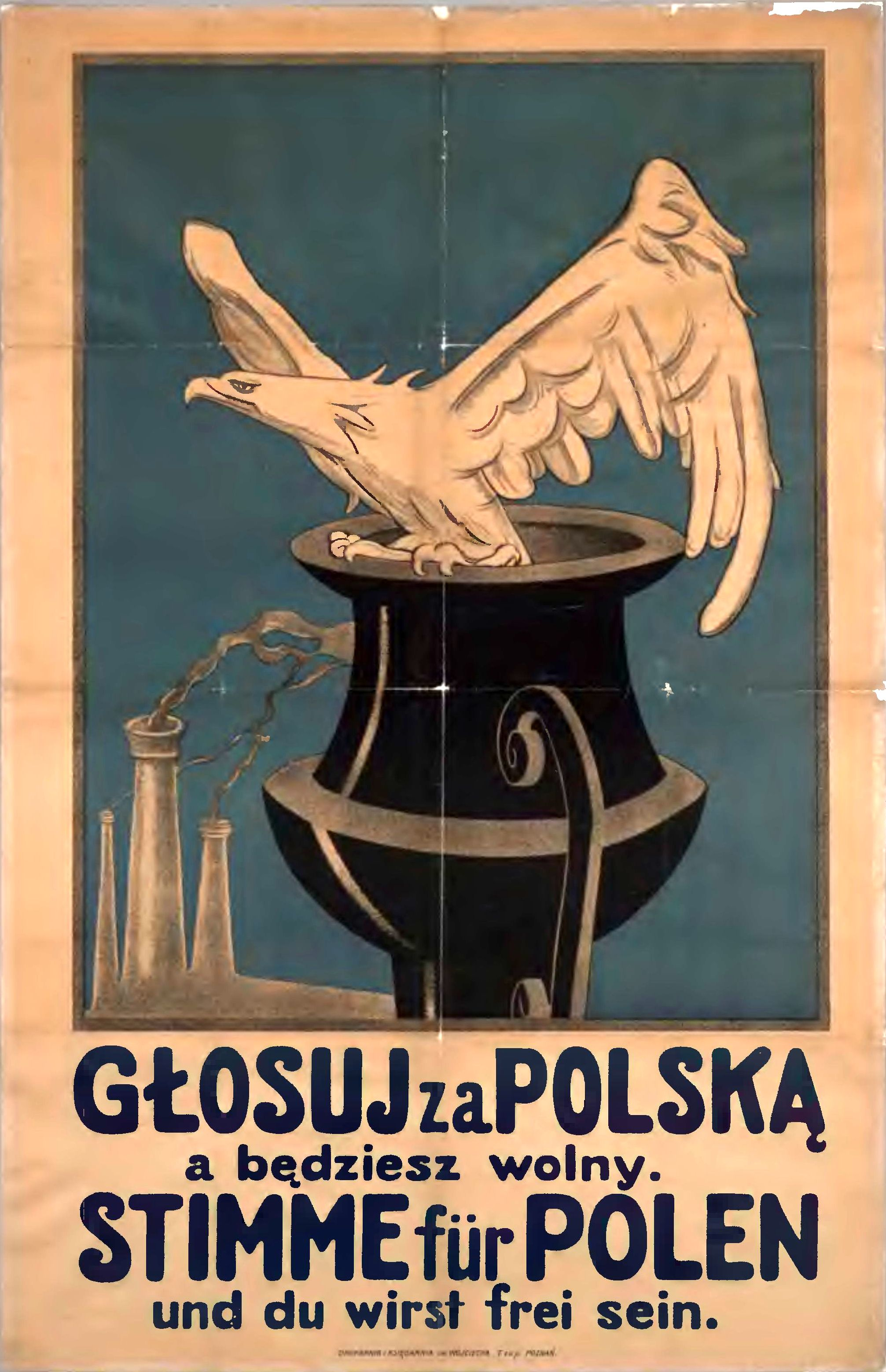
"Vota per la Polonia e sarai libero": manifesto di propaganda politica durante il plebiscito in Slesia

Il trattato di Versailles stabilì che nella Slesia venisse indetto un plebiscito per determinare se i territori dovessero esser parte della Germania o della Polonia.
La discriminazione contro i polacchi portò ad alcune rivolte e infine alle prime due "insurrezioni della Slesia". I risultati del plebiscito diedero una maggioranza di voti per il ritorno della Slesia alla Germania (59,6%, circa 500.000 persone), portando alla "terza insurrezione della Slesia" nel 1921. Fu richiesto l'intervento della Società delle Nazioni; nel 1922 un'indagine durata una settimana stabilì che il territorio doveva essere diviso e la decisione fu accettata sia dalla Germania che dalla Polonia e dalla maggior parte della popolazione locale.

#### Memel
La città portuale di Memel (oggi Klaipėda) e la regione circostante furono affidate al controllo della Società delle Nazioni dopo la fine della prima guerra mondiale; fu governata da un generale francese per tre anni. Nonostante la maggior parte della popolazione fosse composta da tedeschi, la confinante Lituania rivendicò il territorio interessato e lo invase nel 1923. La Società delle Nazioni concesse il territorio attorno alla città al governo lituano, ma impose che i principali sobborghi e il porto divenissero una zona internazionale, evitando guerre o interventi armati diretti.

#### Grecia e Bulgaria
Dopo un incidente militare ai confini fra Grecia e Bulgaria, avvenuto nel 1925, le truppe greche invasero i territori bulgari. Sperando nell'intervento della Società delle Nazioni, la Bulgaria oppose una semplice resistenza entro i propri confini nazionali: così la Società delle Nazioni condannò l'aggressione della Grecia e impose il ritiro di tutte le armate entro i confini originari.

#### Saarland
La Saarland era una provincia, formata da parte dell'antica Prussia e del Palatinato del Reno, che fu costituita e posta sotto il controllo della Società delle Nazioni dopo il trattato di Versailles. Si stabilì che i giacimenti minerari passassero di proprietà alla Francia per un periodo di quindici anni, durante i quali la regione sarebbe stata amministrata da un governo della Società delle Nazioni. La Saarland fu così amministrata economicamente dalla Francia e politicamente dall'organizzazione ginevrina. Scaduti i quindici anni, sarebbe stato indetto un plebiscito per determinare se il territorio e le popolazioni ivi residenti dovessero appartenere alla Germania, alla Francia o rimanere sotto l'amministrazione della Società delle Nazioni. Il 90,3% dei votanti si espresse in favore dell'annessione alla Germania, nel 1935, tornando a essere territorio tedesco.

#### Mosul
La Società delle Nazioni risolse nel 1926 un conflitto fra Iraq e Turchia per il controllo dell'ex provincia ottomana di Mosul. Secondo il Regno Unito, che era lo Stato mandatario in Iraq dal 1920, Mosul spettava al nuovo Stato mesopotamico anziché alla Turchia, che invece reclamava il territorio come parte essenziale dei suoi confini nazionali. Una commissione di tre persone fu inviata nella regione nel 1924 per studiare la situazione e consigliò quindi di annettere la regione all'Iraq affinché fossero garantiti i diritti del popolo curdo, imponendo ancora un mandato britannico in Medio Oriente per altri 25 anni. Il Consiglio della Società delle Nazioni fece propria l'opinione della commissione e decise il 16 dicembre 1925 di assegnare Mosul all'Iraq. Seppur la Turchia avesse accettato il ruolo della Società delle Nazioni come mediatore internazionale nel 1923 col trattato di Losanna, rifiutò il provvedimento e quindi Gran Bretagna, Iraq e Turchia fecero un trattato autonomo il 5 giugno 1926, che comunque adottò i provvedimenti della Società delle Nazioni.

#### Colombia e Perù
Dopo una serie di conflitti all'inizio del XX secolo fra Colombia e Perù per stabilire i rispettivi confini, i peruviani riuscirono a impossessarsi della città di Leticia il 1º settembre 1932. Dopo mesi di scontri diplomatici, le due nazioni accettarono la mediazione della Società delle Nazioni e un provvisorio accordo fu firmato da entrambe le parti nel maggio del 1933, stabilendo che la Società delle Nazioni assumesse il controllo dei territori contestati per risolvere diplomaticamente la disputa. Nel maggio dell'anno seguente fu firmato un definitivo trattato di pace che prevedeva il ritorno di Leticia alla Colombia.

### Estinzione della Società delle Nazioni
Dopo una serie di notevoli successi e alcuni primi fallimenti negli anni venti e trenta, la Società delle Nazioni fu incapace di prevenire le aggressioni delle potenze dell'Asse negli anni trenta. Lo scoppio della seconda guerra mondiale dimostrò poi definitivamente che non era più possibile sostenere con successo i propositi di pace della Società delle Nazioni e quindi, alla fine della guerra, al suo posto furono istituite le Nazioni Unite, le quali ereditarono molte delle agenzie e delle commissioni della Società delle Nazioni.
Per un breve periodo si pensò di continuare l'attività della Società delle Nazioni parallelamente a quella delle Nazioni Unite. Senza l'Unione Sovietica e gli Stati Uniti, con la Germania, l'Italia e il Giappone tra i vinti della seconda guerra mondiale, tale proposito risultò però inattuabile.

## Simboli
La Società delle Nazioni non aveva né una bandiera ufficiale né un logo. Poco dopo la fondazione dell'organizzazione, nel 1921, furono avanzate diverse proposte per adottare un simbolo unitario, ma gli Stati membri non raggiunsero mai un accordo. Una gara internazionale di disegno fu poi tenuta nel 1929 per proporre ancora una volta un simbolo, senza però raggiungere un risultato in grado di soddisfare tutte le nazioni. Solo nel 1939 si impose ufficiosamente un emblema, due stelle concentriche a cinque punte iscritte in un pentagono blu; si suppone che le stelle a cinque punte rappresentassero i cinque continenti e le cinque razze dell'umanità. Nella bandiera relativa, sulla sommità del simbolo, era inciso il nome dell'associazione in inglese, "League of Nations", e francese, "Société des Nations". La bandiera fu utilizzata sull'edificio dell'Esposizione universale di New York del 1939.

## Lingue ufficiali
Le lingue ufficiali della Società delle Nazioni erano il francese e l'inglese. Nel 1921 Nitobe Inazo avanzò la proposta di accettare l'esperanto come lingua dell'associazione, trovando però il rifiuto del delegato francese Gabriel Hanotaux. La maggioranza dei Paesi membri era favorevole all'adozione della lingua internazionale come lingua di lavoro, ma il veto della Francia (il francese era la lingua della diplomazia in quegli anni) impedì la realizzazione di tale progetto.

## Struttura

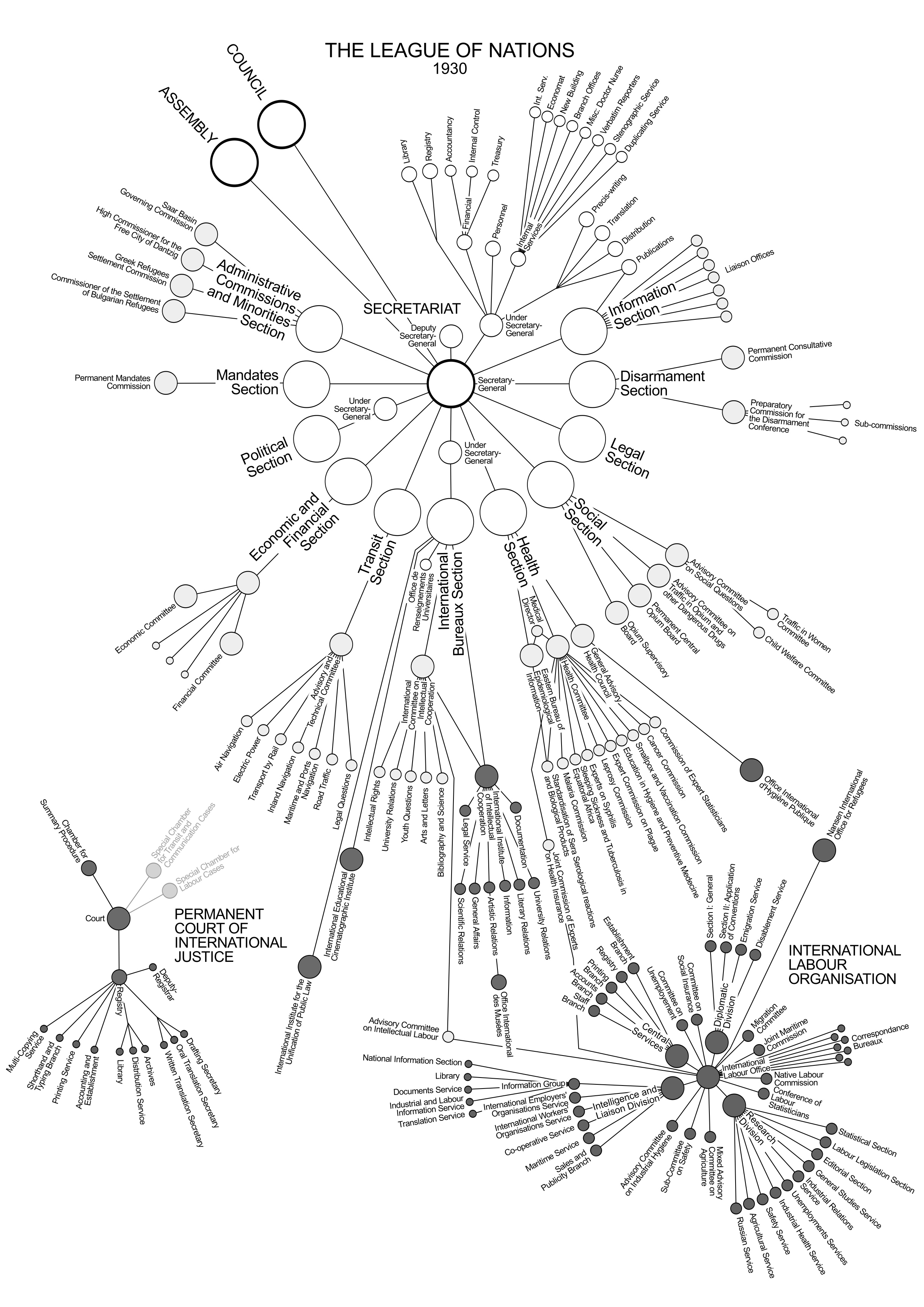
Organigramma della Società delle Nazioni nel 1930.

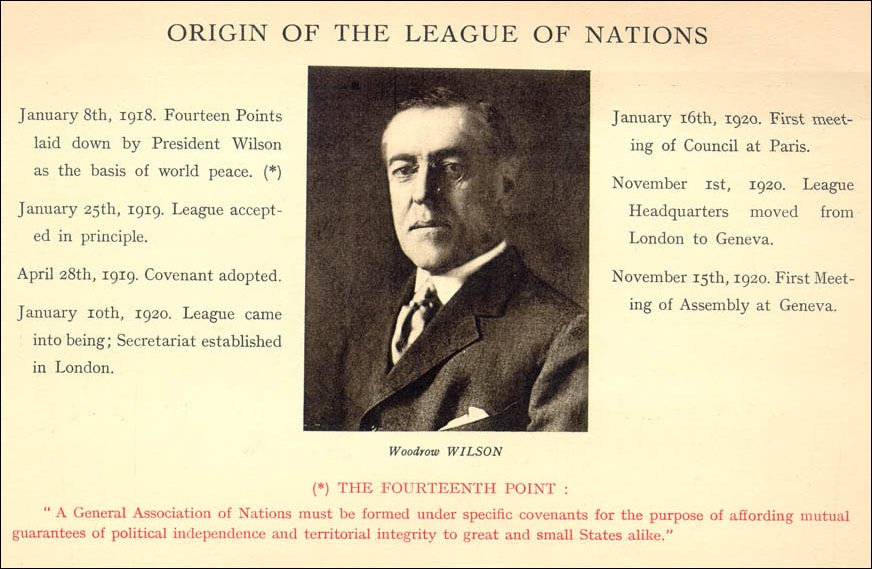
Cartolina commemorativa sulle origini della Società delle Nazioni (al centro il Presidente degli Stati Uniti Woodrow Wilson)

La Società delle Nazioni era strutturata in tre organi amministrativi principali: il Segretariato, a capo del quale stava il segretario generale, il Consiglio e l'Assemblea. La Società aveva anche numerose agenzie e commissioni. Qualsiasi disposizione o risoluzione aveva bisogno del voto unanime dei membri del Consiglio e la maggioranza dei voti dell'Assemblea.

### Il Segretariato
I membri del Segretariato erano responsabili della preparazione di un'agenda per il Consiglio e l'Assemblea e di pubblicare i verbali degli incontri e delle materie all'ordine del giorno, effettuando quindi un servizio civile per la Lega stessa.

#### Segretari Generali della Società delle Nazioni (1920–1946)
- 1920–1933 –  Sir James Eric Drummond
- 1933–1940 –  Joseph Avenol
- 1940–1946 –  Seán Lester

#### Vicesegretari Generali
- Francis Paul Walters, autore di A History of the League of Nations (1952)
- Giacomo Paulucci di Calboli (1927-1932)
- Jean Monnet (1919-1923)

### L'Assemblea
Ogni membro della Società delle Nazioni era rappresentato e aveva un seggio nell'Assemblea, che teneva le sue sessioni una volta all'anno a settembre.

#### Presidenti dell'Assemblea Generale (1920-1946)
- 1920–1921 –  Paul Hymans
- 1921–1922 –  Herman Adriaan van Karnebeek
- 1922–1923 –  Agustín Edwards Mac-Clure
- 1923–1924 –  Cosme de la Torriente y Peraza
- 1924–1925 –  Giuseppe Motta
- 1925–1926 –  Raoul Dandurand
- 1926–1926 –  Afonso Augusto da Costa
- 1926–1927 –  Momčilo Ninčić
- 1927–1928 –  Alberto Guani
- 1928–1929 –  Herluf Zahle
- 1929–1930 –  José Gustavo Guerrero
- 1930–1932 –  Nicolae Titulescu
- 1932–1933 –  Paul Hymans
- 1933–1934 –  Charles Theodore Te Water
- 1934–1934 –  Rickard Sandler
- 1934–1935 –  Francisco Castillo Nájera
- 1935–1936 –  Edvard Beneš
- 1936–1937 –  Carlos Saavedra Lamas
- 1937–1937 –  Tevfik Rüştü Aras
- 1937–1938 –  Sir Muhammad Shah Aga Khan
- 1938–1939 –  Eamon de Valera
- 1939–1946 –  Carl Joachim Hambro

### Il Consiglio
Il Consiglio della Società delle Nazioni aveva l'autorità di intervenire in ogni questione riguardante la pace globale. Era composto inizialmente da quattro membri permanenti: Impero britannico, Francia, Italia e Giappone, più altri quattro a carica triennale eletti dall'Assemblea della Società delle Nazioni. I primi quattro membri a carica triennale furono il Belgio, il Brasile, la Grecia e la Spagna.
Gli Stati Uniti, che sarebbero dovuti essere il quinto membro permanente, non entrarono nella Società perché, a seguito delle elezioni del 1918, il partito maggioritario del Senato statunitense si schierò contro la ratifica del trattato di Versailles, di fatto escludendo gli Stati Uniti, entrati da allora nel cosiddetto isolazionismo, anche dal Consiglio della Società delle Nazioni.
Il numero dei membri non permanenti nel Consiglio variò negli anni: in un primo momento, il 22 settembre 1922 fu elevato da tre a sei e l'8 settembre 1926 fino a nove membri non permanenti. Anche l'allora Repubblica di Weimar (Germania) poi entrò nel Consiglio come membro permanente, portando il numero di seggi a un totale di quindici membri, finché il Giappone (nel 1933), la stessa Germania (nel 1933) e l'Italia (nel 1937) non abbandonarono la Società delle Nazioni.
Il Consiglio si riuniva cinque volte l'anno, o in sessioni straordinarie se necessario. Tra il 1920 e il 1939 si tennero in totale 107 sessioni pubbliche.

### Altri organi
Alla Società delle Nazioni era affidata la supervisione della Corte permanente di giustizia internazionale e diverse altre agenzie e commissioni create per risolvere i conflitti internazionali. Molti di questi organismi furono assorbiti poi dalle Nazioni Unite dopo la seconda guerra mondiale. L'organizzazione internazionale del lavoro e la corte internazionale di giustizia divennero la Corte internazionale di giustizia e l'organizzazione per la salute fu trasformata nell'Organizzazione mondiale della sanità.

#### Commissione per il Disarmo
La commissione ottenne inizialmente da Francia, Italia, Giappone e Gran Bretagna l'impegno di limitare il loro esercito navale; il Regno Unito però poi rifiutò, nel 1923, di firmare il trattato per il disarmo. In seguito anche il patto Briand-Kellogg fallì nel suo progetto di abolire la guerra come strumento di politica estera delle singole nazioni, nonostante fosse stato sostenuto dalla commissione per il disarmo nel 1928. La Società delle Nazioni fu poi del tutto impotente di fronte alle politiche di riarmo aggressivo di Germania, Italia e Giappone negli anni trenta.

#### Comitato per la salute
Questo organismo era stato istituito per arginare e combattere malattie infettive quali lebbra, malaria e febbre gialla, grazie anche a una campagna internazionale per debellare la diffusione epidemica delle zanzare culicidae. Il comitato intervenne con successo nel prevenire un'epidemia di tifo che dall'Unione Sovietica minacciava di espandersi per tutta l'Europa.

#### Organizzazione internazionale del lavoro
Diretta dal francese Albert Thomas, l'organizzazione internazionale del lavoro proibì con successo l'aggiunta del piombo nelle vernici e indusse diverse nazioni ad adottare le otto ore di lavoro giornaliere per i propri operai e le quarantotto ore settimanali. L'organismo lavorò anche per arginare il lavoro minorile, incrementare i diritti femminili sul posto di lavoro e per riconoscere nella marina militare i responsabili degli incidenti dei propri marinai, dando la possibilità agli stessi di denunciare.

#### Comitato permanente centrale per l'oppio
Il comitato fu instaurato per monitorare il sistema di controllo statistico introdotto dalla convenzione internazionale per l'oppio con cui le nazioni aderenti si proponevano di controllarne la produzione, la raffinazione e il commercio dell'oppio e dei suoi sottoprodotti. Il comitato istituì inoltre dei certificati per l'autorizzazione dell'importazione o esportazione, nel commercio internazionale, di narcotici e stupefacenti.

#### Commissione per i rifugiati

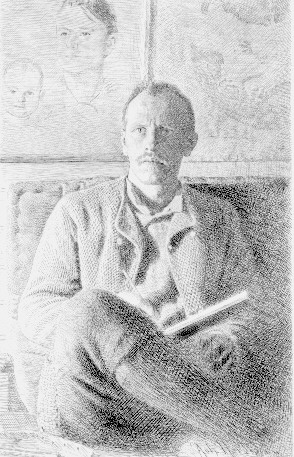
Fridtjof Nansen

Diretta da Fridtjof Nansen, la commissione gestiva i rimpatri nonché, quando fu necessario, il reinsediamento di 400.000 rifugiati ed ex-prigionieri di guerra, la maggior parte dei quali erano ospitati in Russia dalla fine della prima guerra mondiale. L'organismo per i rifugiati insediò inoltre campi in Turchia nel 1922 per intervenire in Asia Minore nella crisi dei rifugiati e per aiutare a prevenire malattie e denutrizione: fu tra le altre cose istituito il passaporto Nansen, un documento valido per le persone senza patria.

#### Commissione internazionale di Cooperazione intellettuale
La Commissione si occupava della collaborazione internazionale nei campi della cultura, dell'insegnamento e delle tradizioni popolari. Il suo "braccio operativo" fu l'Istituto internazionale di cooperazione intellettuale che aveva i propri uffici a Parigi nel Palais-Royal e del quale fu a lungo direttore il letterato francese Julien Luchaire. L'UNESCO ne ha sostanzialmente ereditato i compiti presso le Nazioni Unite.

#### Commissione contro la schiavitù
La commissione fu creata per abolire la schiavitù e il commercio degli schiavi nel mondo, per debellare l'induzione e lo sfruttamento della prostituzione e il commercio illegale di droghe, specialmente dei derivati dell'oppio. Ebbe successo con la liberazione di 200.000 schiavi nella Sierra Leone e nell'organizzare assalti contro i commercianti di schiavi in Africa. Grazie agli sforzi dei suoi membri fu ridotta la percentuale di morti sul lavoro nella costruzione della ferrovia in Tanganika dal 55 al 4%. In altre parti del mondo la commissione si impegnò nella raccolta di dati e nel monitoraggio del commercio degli schiavi, del traffico della droga e dello sfruttamento della prostituzione.

#### Comitato per lo studio dei diritti delle donne
Il comitato fu instaurato per aprire un'inchiesta sullo stato dei diritti femminili in tutto il mondo nell'aprile del 1938 e sciolto all'inizio del 1939. Fra i membri dell'organismo si ricordano la francese P. Bastid, il belga M. de Ruelle, la jugoslava Anka Godjevac, l'inglese H.C. Gutteridge, la svedese Kerstin Hesselgren, la statunitense Dorothy Kenyon, l'ungherese Paul Sebastyen e l'inglese McKinnon Wood a cui fu affidato il segretariato.

#### Istituto internazionale per la cinematografia educativa
Tale Istituto fu l'unico organismo della Società delle Nazioni ad avere sede in Italia. Venne istituito dalla Società nel 1929 ed ebbe i propri uffici a Roma, nella Villa Torlonia. Fu diretto da Luciano De Feo, già fondatore dell'Istituto Luce. L'Istituto cessò la propria attività nel 1937 in concomitanza con la decisione italiana di uscire dalla Società delle Nazioni.

#### Commissione per le rivendicazioni della Cecoslovacchia
Questa commissione fu creata per stabilire i confini della Cecoslovacchia a seguito della prima guerra mondiale.

## Membri

Mappa animata cronologica della Società delle Nazioni

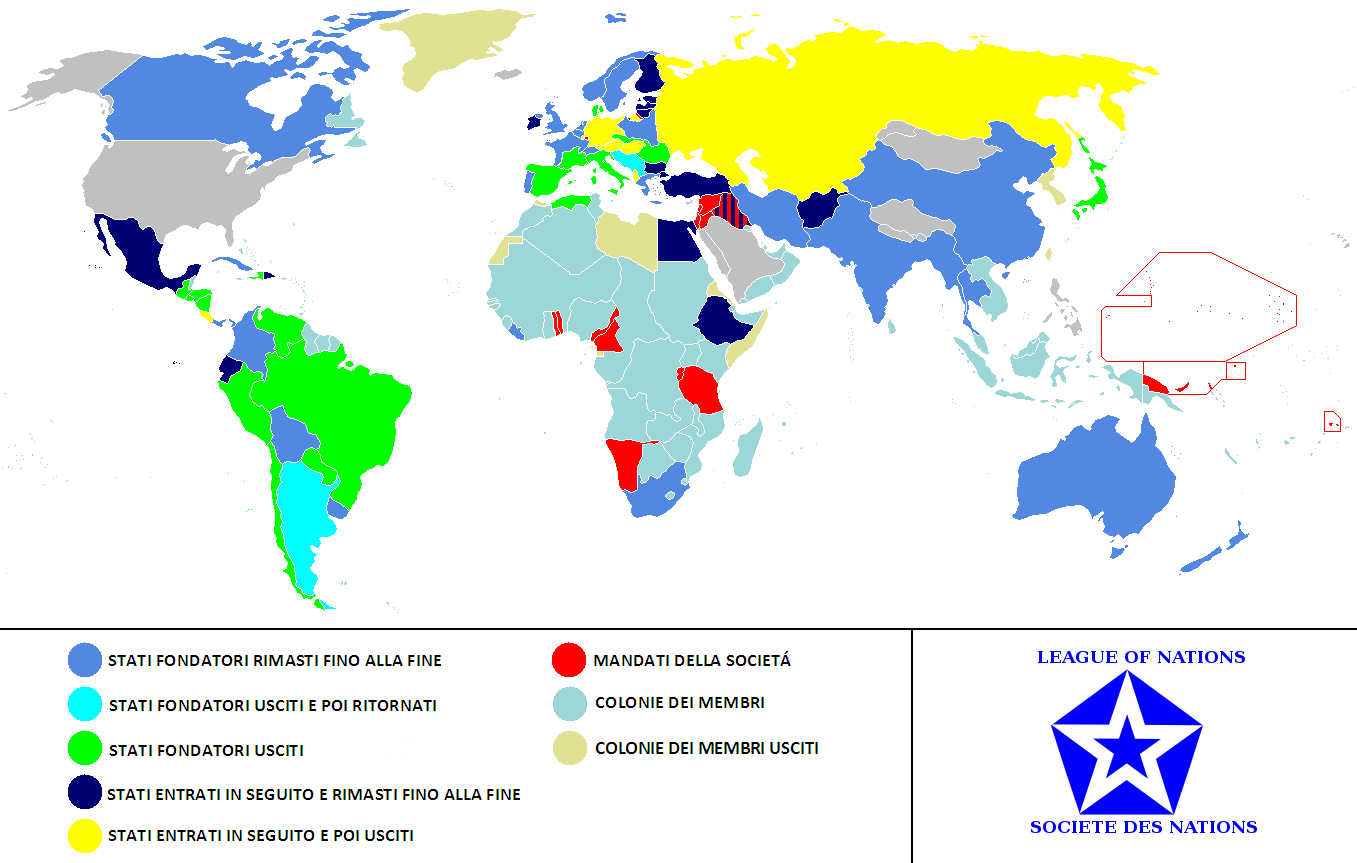
Mappa dei membri della Società delle Nazioni

I membri della Società delle Nazioni furono inizialmente gli Stati firmatari del trattato di Versailles del 1919, con l'esclusione della Germania e degli Stati Uniti. Lo statuto della Società delle Nazioni, la Convenzione della Società delle Nazioni, era stato infatti inserito nel trattato di Versailles del 1919 (articoli 1–26). Inizialmente furono 42 Stati i membri della Società delle Nazioni (gli Stati firmatari del trattato di Versailles del 1919 furono 44), 26 dei quali non europei.
La Germania inizialmente non fu ammessa nella Società delle Nazioni perché ritenuta non meritevole di tale riconoscimento politico, nonché deficitaria di capacità diplomatiche essendo stata uno degli Stati responsabili dell'avvio della prima guerra mondiale. Gli Stati Uniti invece inizialmente non diventarono membro della Società delle Nazioni perché non ratificarono il trattato di Versailles del 1919. Nelle elezioni parlamentari del 1918 il Partito Repubblicano aveva infatti ottenuto la maggioranza al Senato, quindi il presidente democratico Thomas Woodrow Wilson non dispose dei voti necessari nel momento di ratificare il trattato da lui fortemente voluto nella parte inerente alla Società delle Nazioni.
Anche in seguito gli Stati Uniti non diventarono un membro della Società delle Nazioni. Poteva infatti diventare membro della Società delle Nazioni qualunque Stato indipendente che avesse accettato gli obblighi dello statuto della Società delle Nazioni e che fosse ritenuto idoneo dall'Assemblea (l'ammissione di uno Stato nella Società delle Nazioni veniva votata dall'Assemblea). La Germania invece entrò nella Società delle Nazioni nel 1926, ma ne uscì nel 1933. Anche il Giappone, sempre nel 1933, e l'Italia, nel 1937, e il Spagna, nel 1939, uscirono dalla Società delle Nazioni. L'Italia e il Giappone uscirono per volontà propria in contrasto con la Società delle Nazioni relativamente ai loro interventi militari, rispettivamente in Etiopia e in Manciuria.
Destabilizzata dalla guerra civile conclusasi nel 1921, inizialmente anche la Russia non entrò nella Società delle Nazioni. L'Unione Sovietica, nata nel 1922 dalle ceneri dell'Impero russo, fu ammessa solo nel 1934, in quanto il suo governo comunista preoccupava e intimoriva. Ad alimentare i timori contribuì sensibilmente l'eccidio della famiglia imperiale russa avvenuto nel 1918 e considerato dagli altri governanti un atto di inutile efferatezza. L'Unione Sovietica fu in seguito espulsa dalla Società delle Nazioni quando invase la Finlandia e occupò l'Estonia, la Lettonia e la Lituania nel 1939.
Il periodo di massima espansione della Società delle Nazioni fu dal 28 settembre 1934 al 23 febbraio 1935, nel quale gli Stati membri furono 57.

## Mandati
La natura e le modalità con cui intervenire nei mandati furono stabiliti nell'articolo 22 dello Statuto della Società delle Nazioni. I territori che furono sottoposti a mandato erano le ex-colonie dell'Impero tedesco e i territori arabi dell'Impero ottomano che passarono sotto la supervisione della Società dopo la Prima guerra mondiale. I mandati erano divisi in tre tipologie.

### Mandati di tipo «A»

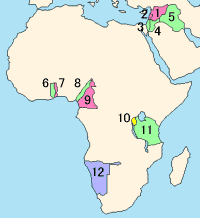
Mandati della Società delle Nazioni in Africa e Medio Oriente: 1. Siria; 2. Libano; 3. Palestina; 4. Transgiordania; 5. Iraq, 6-7. Togo; 8-9 Camerun; 10. Ruanda-Burundi; 11. Tanganica; 12. Africa del Sud-Ovest (Francia in rosa, Regno Unito in verde, Belgio in giallo, Sudafrica in indaco)

Appartenevano a questo gruppo i territori a cui veniva riconosciuto di aver «raggiunto uno stato di sviluppo in cui la loro esistenza come nazione indipendente» poteva essere provvisoriamente riconosciuta, subordinata a un altro Stato mandatario finché non sussistano le condizioni per l'autonomia economica e politica definitiva. Era altresì stabilito dallo statuto che le priorità degli Stati mandatari fossero di eseguire le volontà delle popolazioni locali.
I più importanti mandati di questo gruppo furono affidati alla Francia (Siria e Libano) e al Regno Unito (Palestina e Mesopotamia).

### Mandati di tipo «B»
Rientravano al gruppo dei mandati di tipo «B» i territori in cui lo Stato mandatario era responsabile della sicurezza locale, dovendo garantire la libertà d'espressione e di religione e la proibizione del commercio degli schiavi, delle armi da guerra e di alcolici. Era inoltre stabilito che in tali territori si garantissero i diritti commerciali di tutti i membri della Società delle Nazioni
I mandati più importanti erano gestiti da Francia (Togo e Camerun), dal Regno Unito (Tanganica e piccole porzioni di Togo e Camerun) e dal Belgio (Ruanda-Urundi)

### Mandati di tipo «C»

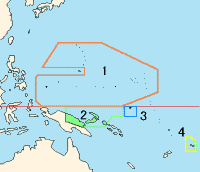
I mandati della Società delle Nazioni nel Pacifico: 1. Isole del Pacifico al Giappone; 2. Nuova Guinea all'Impero britannico (tramite amministrazione australiana); 3. Nauru all'Impero britannico; 4. Isole Samoa all'Impero britannico (tramite amministrazione della Nuova Zelanda)

I territori dei mandati di tipo «C» a causa della scarsa densità della loro popolazione o delle loro ridotte dimensioni, o della lontananza dalle grandi città, o per la vicinanza geografica ad altri mandati, dovevano essere amministrati secondo le leggi dei mandati vicini. All'Impero britannico furono affidate le ex colonie tedesche del Pacifico a sud dell'equatore (la metà nordorientale della Nuova Guinea, le isole Samoa occidentali e Nauru); al Giappone le isole del Pacifico a nord dell'equatore e sempre all'Impero britannico l'Africa del Sud-Ovest (amministrata dal governo dell'Unione Sudafricana).

### Stati mandatari
I territori erano governati dagli Stati mandatari finché non fossero stati capaci di autogovernarsi. Le nazioni mandatarie erano quattro: l'Impero britannico, la Francia, il Belgio e il Giappone. In realtà però i territori soggetti a mandato erano amministrati come delle colonie e non raggiunsero mai l'indipendenza fino alla seconda guerra mondiale, con l'eccezione dell'Iraq, che si unì alla Società delle Nazioni il 3 ottobre 1932.

## Motivi che fecero percepire la Società delle Nazioni come un fallimento
- Non disponeva di forze armate. Famosa la risposta di Mussolini alle accuse della Lega riguardo all'occupazione dell'Abissinia: «La Lega va molto bene quando sparano i passeri, ma non quando le aquile scendono in picchiata».[5]
- Era richiesto il voto unanime, il che corrispondeva a un vero e proprio veto generalizzato.
- L'esclusione della proposta giapponese sulla clausola di eguaglianza razziale dal patto della Società paralizzò, secondo molti storici, l'autorità morale della Società.
- Alcune importanti nazioni non vi erano incluse. Gli Stati Uniti non ne fecero mai parte, anche se il presidente Woodrow Wilson era stato uno dei promotori della sua nascita: dopo il rifiuto di ratificare il trattato di Versailles, il Senato statunitense bocciò il 19 gennaio 1919 la proposta di adesione alla Società. Il Giappone e l'Italia furono tra i Paesi fondatori, disponendo anche di un membro permanente nel Consiglio, ma ne uscirono, il primo nel 1933 e la seconda l'11 dicembre 1937. La Germania fu membro dal 1926 al 1933. L'Unione Sovietica entrò nel 1934 e venne espulsa per aggressione nel 1939 quando invase la Finlandia e occupò l'Estonia, la Lettonia e la Lituania in seguito al patto Molotov-Ribbentrop.
- I precedenti fallimenti mostrarono che era inefficace: il sanzionamento dell'invasione italiana dell'Etiopia nel 1935 fu uno dei casi più significativi.
- Un consiglio e un'assemblea non permanenti rendevano lente le decisioni.
- Scoppio della seconda guerra mondiale nel 1939.